# Erannis oenipontaria
Erannis oenipontaria är en fjärilsart som beskrevs av Scholz 1947. Erannis oenipontaria ingår i släktet Erannis och familjen mätare. Inga underarter finns listade i Catalogue of Life.